# 竹园村汉墓群
竹园村汉墓群位于中国广西壮族自治区桂林市雁山区竹园村后岭东北部，相思江西岸，有明显的土冢和古墓共7座。
1962年冬曾对该墓群中的两座砖墓进行了清理发掘。两座墓均为拱形券顶单室墓，平面呈“中”字形，坐北朝南；封土较大，墓室较为讲究，有甬道、前室、中室、后室组成，木钉用楔形单砖砌拱，壁及底部铺以长方形灰色砖，侧面有棱形网纹和鱼纹印刻。其中1号墓已经被盗，仅出土陶钵、陶壶、陶博山炉以及铁凿、四方石、鎏金扣等随葬品。2号墓比1号墓略小，但出土文物丰富，包括坛、双耳罐、长颈壶等陶器，饰有划刻的叶纹、网纹、弦纹、方格纹等；并出土洗、碗、奁、纽扣、“货泉”币、“长宜子孙”铜镜等铜器及剑、剪刀、三脚架、环首刀等铁器。此外还有水晶、琥珀珠、银镯、银戒指等饰品。根据出土文物特征，可判定该墓为东汉墓葬。1966年公布为桂林市文物保护单位。